# Mörigen
Mörigen (Bernduits: Mörge; Frans (verouderd): Morenges) is een gemeente en plaats in het Zwitserse kanton Bern, en maakt deel uit van het district Biel/Bienne.
Mörigen telt 867 inwoners.

## Geboren
- Franz Gertsch (1930-2022), kunstschilder